# Jeecy-Vea
Motos Jeecy-Vea war ein belgischer Hersteller von Motorrädern und Automobilen.

## Unternehmensgeschichte
Jean Watelet und Jacques Vergote de Lantsheere leiteten das Unternehmen in Brüssel. Ab 1923 stellten sie Motorräder her. Zwischen Dezember 1925 und 1926 entstanden auch Automobile. Der Markenname aller Fahrzeuge lautete Jeecy-Vea. 1927 wurde das Unternehmen aufgelöst.

## Fahrzeuge

### Motorräder
Die Motorräder hatten Zweizylindermotoren von Coventry-Victor mit wahlweise 500 oder 688 cm³ Hubraum. Daneben werden Watelet-Motoren mit 746 cm³ Hubraum genannt.

### Automobile
Das einzige Modell hatte einen wassergekühlten Zweizylinder-Boxermotor von Coventry-Victor mit 750 cm³ Hubraum und 17 PS Leistung. Es gab die Karosserieformen Torpedo und Cabriolet. Insgesamt entstanden nur wenige Exemplare.